# Religijny Front Tory
Religijny Front Tory (hebr.: חזית דתית תורתית, Hacit Datit Toratit, ang.: Religious Torah Front) – izraelska koalicja wyborcza łącząca partie religijne Agudat Israel i Po’alej Agudat Jisra’el działająca od lat 50. do 70. XX wieku.
Po raz pierwszy powołana na wybory w 1955, wprowadziła do drugiego Knesetu sześciu posłów. Mandat poselski uzyskali: Binjamin Minc, Kalman Kahana, Szelomo Lorincz, Ja’akow Kac, Izaak Meir Lewin oraz Zalman Ben Ja’akow. Wkrótce po rozpoczęciu kadencji, 3 listopada, frakcja zmieniła nazwę na Agudat Jisra’el – Po’alej Agudat Jisra’el. W 1959 Ben Ja’akowa zastąpił Szelomo-Ja’akow Gross. W kolejnych wyborach koalicja ponownie wprowadziła sześciu posłów. W czwartym Knesecie znaleźli się Binjamin Minc, Kalman Kahana, Szelomo Lorincz, Ja’akow Kac, Izaak Meir Lewin oraz Menachem Porusz. 9 sierpnia 1960 koalicja rozpadła się na dwie frakcje, a w przeprowadzonych rok później wyborach obie partie wystawiły osobne listy.
Ponownie obie partie zawiązały koalicję na wybory w grudniu 1973. W skład VIII Knesetu weszli Jehuda Me’ir Abramowicz, Kalman Kahana, Szelomo Lorincz, Menachem Porusz oraz Awraham Werdiger. W trakcie kadencji Porusza zastąpił Szelomo-Ja’akow Gross, a tuż przed jej końcem ponownie doszło do rozpadu koalicji na osobne frakcje.